# Louis Van Hege
Louis Van Hege, född 8 maj 1889 i Uccle, död 24 juni 1975 i Uccle, var en belgisk fotbollsspelare och bobåkare.
Han blev olympisk guldmedaljör i fotboll vid sommarspelen 1920 i Antwerpen.